# مارمولک تمساحی شمالی
مارمولک تمساحی شمالی (نام علمی: Elgaria coerulea) نام یک گونه از تیره انگوئید است.